# Nokia 5510
Nokia 5510 é um telemóvel 2G da Nokia com teclado QWERTY e com ecrã monocromático 84 x 48, apresentado e lançado em 2001. Este telemóvel Nokia tinha capacidade para registar até 100 contactos telefónicos e 150 SMS, tendo sido descontinuado entretanto. Foi lançado em 13 de outubro de 2001.